# Тріо
Тріо (італ. trio від лат. tria — «три») — в загальному значенні може означати колектив із трьох осіб. Спеціальне значення цей термін отримав у музиці, де може означати ансамбль із трьох музикантів або музичний жанр.

## Тріо як музичний ансамбль
За складом виконавців розрізняють тріо: інструментальне, вокальне (терцет) і вокально-інструментальне. Інструментальні тріо розрізняють за складом інструментів — однорідні (наприклад струнні смичкові), і змішані (наприклад смичкові з фортепіано, з духовими інструментами, з арфою й т.д.). Тріо, до складу якого входить фортепіано, як правило називають фортепіанним тріо.
У джазовій музиці типовий склад тріо включає фортепіано (рідше гітара), контрабас та ударні. В рок-музиці тріо як правило включає гітару, бас-гітару та секцію ударних, при цьому один із музикантів або всі музиканти також співають. Можливі й інші склади тріо, наприклад Emerson, Lake & Palmer замість гітари використовував клавішні.

## Тріо як музичний жанр
Терміном тріо називають також музичний твір для трьох інструментів або співочих голосів. Інструментальне тріо поряд зі струнним квартетом належить до найпоширеніших різновидів камерної музики і походить від стародавньої тріо-сонати 17 — 18 століття. Провідне місце займає жанр фортепіанного тріо (скрипка, віолончель, фортепіано), що зародився в середині 18 століття у творчості композиторів мангеймської школи. Перші класичні зразки такого тріо належать Й. Гайдну. Поширеними є також струнні тріо, написані для скрипки, альта, віолончелі.
Тріо також називається середня частина (розділ) тричастинної інструментальної п'єси, танцю, маршу, що звичайно контрастує з більш швидкими крайніми частинами. В цьому значенні тріо як правило є складовою «menuet et trio», або «scherzo et trio», що раніше писались як частина сонатного або симфонічного циклу.